# Presto (computerterm)
Presto is een plug-in voor YUM, die het downloaden van zogenaamde deltarpm's ondersteunt en deze te gebruiken om nieuwe RPM-softwarepakketten te genereren.  Het gebruik van deze plug-in maakt een substantieel verschil in de hoeveelheid te downloaden data bij het actualiseren van de systeemsoftware op de computer (indien deze op RPM is gebaseerd).

## Het actualiseren van de systeemsoftware
Bij het actualiseren (updaten) van de systeemsoftware is het gebruikelijk om alle vervangende softwarepakketten in hun geheel op te halen uit de repository's.  Meestal (vooral bij de grotere pakketten) zijn de meeste actuele gegevens dezelfde als in het reeds geïnstalleerde pakket.  Desondanks betekent het actualiseren voornamelijk dat pakketten in hun geheel moeten worden opgehaald, tenzij Presto wordt gebruikt: dit zorgt ervoor dat het verschil (de zogenaamde delta) tussen beide pakketten (degene die reeds is geïnstalleerd en degene die opgehaald moet worden) wordt gedownload.

## Bandbreedte en connectietijd
Bij aansluitingen op internet waar weinig capaciteit (bandbreedte) beschikbaar is of waar betaald moet worden voor het verbruik, is de hoeveelheid gegevens die over de computerlijn wordt verstuurd een issue.  Het actualiseren van het systeem kan enorm veel data omvatten die allemaal van het internet opgehaald moet worden.  Die hoeveelheid kan sterk verminderd worden door het toevoegen van Presto aan de systeemsoftware.  Hierdoor zal de hoeveelheid te versturen gegevens typisch verminderen met zo'n 60 à 80%, waardoor ook de connectietijd (de duur van de verbinding met het internet die benodigd is om alle geactualiseerde systeemsoftware op te halen) sterk zal afnemen.

## Installatie
Presto wordt niet standaard meegeleverd, daarentegen kan deze plug-in desgewenst worden geïnstalleerd vanuit de repository's die dit ondersteunen (door middel van de daarbij benodigde deltametadata).
Om de YUM-plug-in Presto te installeren kan je het volgende commando gebruiken:
yum install yum-presto